# ニトロフェン
ニトロフェン (英: Nitrofen) はジフェニルエーテル系薬剤の一種。かつて農薬として用いられていた。

## 用途
アメリカのロームアンドハース社 (Rohm and Haas) が開発した薬剤で、日本では1963年1月23日に農薬登録を受けた。「ニップ」の商品名で、水田のノビエや、野菜畑や造林苗畑の一年生雑草に対する除草剤として使用されたが、1982年6月30日に登録失効した。欧州連合でも、1988年までにすべての国で使用が禁止されている。

## 安全性
半数致死量（LD50）はラットへの経口投与で740mg/kg、ウサギへの経皮投与で 5,000 mg/kg。皮膚や目に対する刺激性があり、暴露によりヘモグロビンや白血球の減少、中枢神経障害などの症状が見られた。国際がん研究機関(IARC)では発癌性についてGroup2B（ヒトに対し発癌性が疑われる）に分類している。ラットやマウスを使った動物実験では、奇形や死産が増加した。ミジンコの一種での48時間半数致死濃度（LC50）は 0.216 mg/L。水生動物に対する毒性が強く、魚類などで生物濃縮が起こる。可燃性であり、燃焼により有毒ガスを生じる。